# 高雄永安太陽光電場
高雄永安太陽光電場位於臺灣高雄市永安區已廢棄的烏樹林鹽田上，為台灣電力公司所興建的地面式太陽光電場，啟用時曾是臺灣最大的地面太陽光電場，也曾列入全球前十大太陽光電場之一，目前由台電公司再生能源處管理及運轉、維護。

## 沿革

### 背景
台灣電力公司配合政府所推動的再生能源發展、與擴大內需政策，啟動「太陽光電第一期計畫」，總投資金額新臺幣31.03億元，並由新成立的新能源施工處主辦，第一期內容優先選擇台電公司所有之發電廠空閒土地、廠房屋頂，蓄水池面等。
其中高雄場址選定永安區興達發電廠未使用的煤灰掩埋地，作為太陽光電場設置區，該區域原為台電公司1984年為掩埋興達發電廠第3、4號燃煤汽輪發電機組商轉發電後，每日生產約2,000公噸之煤灰，而向台鹽實業公司與財政部所購買占地131公頃之廢棄鹽田土地，1985年6月台鹽與台電簽署買賣同意書，隔年2月完成永安鹽田點交事宜，並由興達發電廠接管，爾後台電因研發出煤灰新用途，加上當時台鹽公司與鹽工間尚有爭議未解無法擅自使用土地，多重因素下使該土地失去使用目的而閒置。

### 施工
2007年台鹽實業與鹽工間的土地改良物補償案達成協議，原閒置的煤灰掩埋地經台電評估改為再生能源發展用地後，由新能源施工處以國際標對外招標後，2009年9月30日宣布由華城電機公司得標新建，該太陽光電場總佔地9.45公頃，採用共1萬6,500片矽晶太陽能板聚光發電，為台電公司太陽光電第一期計畫中裝置容量與佔地面積均為最大的太陽光電場，總投資金額達新臺幣6億4,880萬元。
2010年華城電機公司進場施工，而華城電機所採購的太陽光電板為中國大陸企業尚德所生產的光電模組，進而引發民主進步黨籍立委黃淑英質疑台電身為國營企業，卻違反政府扶植臺灣本土產業的政策，使用中國大陸製造產品，對此台電公司表示，尚德公司雖然為中國大陸廠商，但生產光電模組之工廠設置於日本，依據世界貿易組織規定，台電公司只能限制產品不得來自中國大陸，但不能限制生產公司的國別，加上太陽光電模組並未列入經濟部工業局所列管的二十五項需扶植臺灣本土廠商生產之產品，依法台電對外招標採國際標，而得標廠商也是臺灣本土廠商華城電機，因此採購程序上並未違法。
而台電公司將於永安鹽灘地新建太陽光電場的計畫公開後，也引發環保團體、高雄市野鳥學會等相關團體質疑，永安鹽灘地在台電購買後閒置近23年，因本身低窪積水逐漸形成濕地，因而成為臺南以南佔地面積最大的濕地，並且早在1999年永安鹽灘地就被國際鳥盟列為重要野鳥棲地，2007年更是被內政部營建署指定為國家重要濕地，經調查有多達110種鳥類棲息於鹽灘地上，因此反對台電將這塊土地開發為太陽光電場。台電表示，總佔地131公頃的永安鹽田，只有利用百分之五較為乾燥的區域設置太陽光電板，剩餘區域保留生態區給鳥類活動，因此鳥類棲息的環境應該不會受到影響。
2011年8月太陽光電板完成架設，並與台電電網系統併聯發電，後續持續進行場區道路鋪設與排水管道工程。

### 完工
經歷18個月施工期，永安太陽光電場於2011年10月1日午後舉辦啟用典禮，並由時任經濟部長施顏祥和時任台電公司董事長陳貴明，雙雙按鈕啟用，永安太陽光電場啟用後，年發電量預估可達到約600萬度，相當於可提供1,600戶家庭一年的用電，每年二氧化碳排放量可減少約3,623公噸，約等同於每年有13.8座大安森林公園的造林效益。
然而永安太陽光電場啟用後，因鄰近鹽灘濕地，因此太陽光電板時常受到棲息之鳥類鳥糞襲擊，影響發電效能，台電公司每半年需花費約8、9萬元雇請工人刷洗太陽光電板，加上太陽光電板壽命約20年，因此台電積極加大其發電效益，自2011年完工啟用至2017年間，總發電度數已達3,565萬度，但依據經濟部能源局太陽光電躉購費率7.33元計算，雖然發電效億已讓台電收益近2億6千多萬元，不過當初建廠成本高昂，因此台電經過計算，運轉5年多仍處於虧損狀態。
台電公司因應太陽光電於臺灣電網系統中佔比將越來越大，因此於2019年與台達電公司合作，於永安太陽光電場設置1MW/1.1MWh的貨櫃型儲能系統，因應付再生能源因間歇特性產生的電力負載波動。

## 設施

### 發電機組
| 光電板型號                                 | 太陽能發電類型 | 光電板數量（片） | 裝置容量（MW） | 商轉日期      | 狀態   |
| ------------------------------------------ | -------------- | ---------------- | -------------- | ------------- | ------ |
| 中国大陆尚德電力製 STP280-24/vd 太陽光電板 | 地面式太陽光電 | 1萬6,500片       | 4.636MW        | 2011年10月1日 | 商轉中 |